# Carmen Dillon
Carmen Dillon (* 25. Oktober 1908 in London-Cricklewood; † 12. April 2000 in Hove) war eine britische Architektin und Filmarchitektin beim hochklassigen Unterhaltungskino.

## Leben
Carmen Dillon, eine der wenigen Frauen in der (britischen) Filmarchitektur, war eine der hervorragendsten Vertreterinnen des britischen Kino-Designs. Sie hatte in ihrer Heimatstadt London Architektur studiert und nebenbei in Amateurtheaterstücken als Darstellerin gewirkt und zugleich die Szenenbilder entworfen. Ihre ersten Erfahrungen als Architektin sammelte sie in verschiedenen Architekturbüros der britischen Hauptstadt.
Im Jahr 1934 stieß Carmen Dillon zum Film, wo sie als Assistentin des Filmarchitekten Ralph Brinton begann. Vor allem für die Gesellschaften Two Cities und Rank war sie aktiv. Ihre Bühnenerfahrungen konnte Dillon primär bei den Bauentwürfen für Laurence Oliviers ambitionierten Shakespeare-Inszenierungen Heinrich V., Hamlet und Richard III. nutzen; Filme, die auch Carmen Dillon schlagartig berühmt machten. Doch auch andere sorgfältige Literaturadaptionen (Konflikt des Herzens, Ernst sein ist alles) und diverse Stoffe im historischen Gewand (Robin Hood und seine tollkühnen Gesellen, Eine Prinzessin verliebt sich, Der königliche Rebell) sowie eine lange Reihe mehr oder weniger gelungener Komödien, darunter diverse Produktionen der Carry-On-Filmreihe, versorgte sie mit stilsicherer Hand.
Nach den Dekorationen zu George Cukors betulichen Fernsehdramen Liebe in der Dämmerung und Das Korn ist grün zog sich Carmen Dillon, die für ihre Arbeit an Oliviers Hamlet-Film einen Oscar erhalten hatte, ins Privatleben zurück.

## Filmografie
- 1937: The Five Pound Man
- 1937: Murder in the Family
- 1938: Who Goes Next?
- 1939: French Without Tears
- 1940: Freedom Radio
- 1940: Ruhige Hochzeit (Quiet Wedding)
- 1941: Unpublished Story
- 1942: Secret Mission
- 1942: The First of the Few
- 1942: The Gentle Sex
- 1943: The Demi-Paradise
- 1944: Heinrich V. (The Chronicle History of King Henry the Fift with His Battell Fought at Agincourt in France)
- 1944: The Way to the Stars
- 1946: Ein Herz geht verloren (Carnival)
- 1946: School for Secrets
- 1946: White Cradle Inn
- 1947: Vice Versa
- 1947: Hamlet
- 1948: Der Frauenfeind (Woman Hater)
- 1948: Tolle Tage (Cardboard Cavalier)
- 1949: The Rocking Horse Winner
- 1949: The Reluctant Widow
- 1950: The Woman in Question
- 1951: Konflikt des Herzens (The Browning Version)
- 1952: Ernst sein ist alles (The Importance of Being Earnest)
- 1952: Robin Hood und seine tollkühnen Gesellen (The Story of Robin Hood and His Merrie Men)
- 1952: Meet Me Tonight
- 1953: Eine Prinzessin verliebt sich (The Sword and the Rose)
- 1953: Der königliche Rebell (Rob Roy the Highland Rogue)
- 1953: Aber, Herr Doktor… (Doctor in the House)
- 1954: Verliebt, verrückt und nicht verheiratet (One Good Turn)
- 1955: Richard III.
- 1955: Doktor Ahoi! (Doctor at Sea)
- 1955: Simon und Laura (Simon and Laura)
- 1956: Der eiserne Unterrock (The Iron Petticoat)
- 1956: Straße des Todes (Checkpoint)
- 1956: Der Prinz und die Tänzerin (The Prince and the Showgirl)
- 1957: Eine Braut in jeder Straße (Miracle in Soho)
- 1958: Zwei Städte (A Tale of Two Cities)
- 1958: Das Mädchen Saphir (Sapphire)
- 1959: Ist ja irre – Diese strammen Polizisten (Carry On Constable)
- 1959: Die liebestolle Familie (Please Turn Over)
- 1959: Entführt – Die Abenteuer des David Balfour (Kidnapped)
- 1960: Ein Nerz an der Angel (Make Mine Mink)
- 1960: Ist ja irre – unser Torpedo kommt zurück (Watch Your Stern)
- 1960: No Kidding
- 1960: Ein Mann geht seinen Weg (The Naked Edge)
- 1961: Skandal in der Wigmore Hall (Raising the Wind)
- 1961: Twice Round the Daffodils
- 1961: Ist ja irre – der Schiffskoch ist seekrank (Carry On Cruising)
- 1962: Die eiserne Jungfrau (The Iron Maiden)
- 1963: Das Haus im Kreidegarten (The Chalk Garden)
- 1964: Kampf in der Villa Fiorita (The Battle of the Villa Fiorita)
- 1964: Heiße Ware – kalte Füße (The Intelligence Men)
- 1965: Sky West and Crooked
- 1966: Accident – Zwischenfall in Oxford (Accident)
- 1967: Todestanz eines Killers (A Dandy in Aspic)
- 1969: Dave – Zuhaus in allen Betten (Sinful Davey)
- 1969: Ein Pechvogel namens Otley (Otley)
- 1969: The Rise and Rise of Michael Rimmer
- 1970: Catch Me a Spy
- 1971: Der Mittler (The Go-Between)
- 1972: Die große Liebe der Lady Caroline (Lady Caroline Lamb)
- 1972: Die Nelson-Affäre (Bequest to the Nation)
- 1973: Butley
- 1974: In This House of Brede (Fernsehfilm)
- 1974: Liebe in der Dämmerung (Love Among the Ruins, Fernsehfilm)
- 1975: Das Omen (The Omen)
- 1976: Julia
- 1977: Seemanns Heimkehr (Sailor’s Return)
- 1978: Das Korn ist grün (The Corn is Green, Fernsehfilm)